# James Bowie (botaniste)
Pour les articles homonymes, voir James Bowie (homonymie) et Bowie.
James Bowie (1789-1869) est un botaniste anglais.

## Biographie
Bowie est né à Londres et est entré au service des Jardins botaniques royaux de Kew, en 1810. En 1814, il est nommé collectionneur botanique des jardins, avec Allan Cunningham. Ils se sont rendus au Brésil pendant deux ans pour faire des collections de plantes et de semences.
En 1817, Bowie fut envoyé au Cap, où il fit des voyages à l'intérieur des terres et rassembla des collections de plantes vivantes et séchées, tout en faisant des dessins pour l'herbier Kew ; les spécimens séchés allèrent surtout au British Museum. Un vote de la Chambre des communes ayant réduit la somme accordée aux collectionneurs botaniques, Bowie fut rappelé en 1823 et s'installa à Kew.
Après quatre ans d'inactivité, il repartit pour le Cap, où il fut pendant quelques années jardinier du Baron von Ludwig. Il est devenu un correspondant de William Henry Harvey, qui lui a dédié le genre Bowiea.
Bowie a quitté son emploi en 1841 ou avant, et a fait des voyages à l'intérieur du pays pour ramasser des plantes à vendre. Il est mort dans la pauvreté en 1869.

## Source
- (en) Cet article est partiellement ou en totalité issu de l’article de Wikipédia en anglais intitulé « James Bowie (botanist) » (voir la liste des auteurs).